# Margareth Lanzinger
Margareth Lanzinger (* 1965 in Innichen) ist eine italienische Historikerin.

## Leben
Das Projektstudium (1996–1998) „Kultur und Umwelt“  der geisteswissenschaftlichen Fakultät der Universität Wien gemeinsam mit dem Interuniversitären Institut für interdisziplinäre Forschung und Fortbildung (IFF) in Wien schloss sie 1999 mit dem Dr. phil. an der Universität Wien bei Michael Mitterauer und Edith Saurer ab. Seit September 2017 lehrt sie als Professorin für Wirtschafts- und Sozialgeschichte des 16. bis 19. Jahrhunderts an der Universität Wien.
Ihre Forschungsschwerpunkte sind historische Anthropologie, Mikrogeschichte, Geschlechtergeschichte, Verwandtschaft und Familie, Heirat und Ehe, Besitz und Vermögen, Erb- und Ehegüterpraxis, Kulturgeschichte der Verwaltung und Konstruktion von Helden.

## Schriften (Auswahl)
- Das gesicherte Erbe. Heirat in lokalen und familialen Kontexten, Innichen 1700–1900. Wien/Köln/Weimar 2003, ISBN 3-205-99371-3.
- mit Gunda Barth-Scalmani, Ellinor Forster und Gertrude Langer-Ostrawsky: Aushandeln von Ehe. Heiratsverträge der Neuzeit im europäischen Vergleich. Köln/Weimar/Wien 2010, ISBN 3-412-20218-5.
- Verwaltete Verwandtschaft. Eheverbote, kirchliche und staatliche Dispenspraxis im 18./19. Jahrhundert. Köln/Weimar/Wien 2015, ISBN 3-205-78752-8, doi:10.7767/9783205794110.
- mit Simone Derix (Hrsg.): Housing Capital. Resource and Representation. München 2017, ISBN 978-3-11-053224-1, doi:10.1515/9783110532241.
- mit Joachim Eibach (Hrsg.): The Routledge History of the Domestic Sphere in Europe. 16th to 19th Century, London 2020, ISBN 978-0-367-14367-1.